# Вест-Ньютон (Пенсільванія)
Вест-Ньютон (англ. West Newton) — місто (англ. borough) в США, в окрузі Вестморленд штату Пенсільванія. Населення — 2665 осіб (2020).

## Географія
Вест-Ньютон розташований за координатами 40°12′26″ пн. ш. 79°46′16″ зх. д. / 40.20722° пн. ш. 79.77111° зх. д. (40.207171, -79.771196).  За даними Бюро перепису населення США в 2010 році місто мало площу 2,90 км², з яких 2,69 км² — суходіл та 0,22 км² — водойми.

## Демографія
Згідно з переписом 2010 року, у селищі мешкали 2633 особи в 1224 домогосподарствах у складі 695 родин. Густота населення становила 906 осіб/км².  Було 1361 помешкання (469/км²).
Расовий склад населення:
| - 96,4 % — білих - 1,7 % — чорних або афроамериканців - 0,2 % — азіатів |

До двох чи більше рас належало 1,4 %. Частка іспаномовних становила 0,9 % від усіх жителів.
За віковим діапазоном населення розподілялося таким чином: 18,8 % — особи молодші 18 років, 61,6 % — особи у віці 18—64 років, 19,6 % — особи у віці 65 років та старші. Медіана віку мешканця становила 46,5 року. На 100 осіб жіночої статі у селищі припадало 84,5 чоловіків;  на 100 жінок у віці від 18 років та старших — 85,0 чоловіків також старших 18 років.
Середній дохід на одне домашнє господарство  становив 53 923 долари США (медіана — 37 712), а середній дохід на одну сім'ю — 70 933 долари (медіана — 48 594). Медіана доходів становила 42 198 доларів для чоловіків та 34 728 доларів для жінок. За межею бідності перебувало 15,5 % осіб, у тому числі 19,8 % дітей у віці до 18 років та 14,2 % осіб у віці 65 років та старших.
Цивільне працевлаштоване населення становило 1192 особи. Основні галузі зайнятості: освіта, охорона здоров'я та соціальна допомога — 23,5 %, виробництво — 14,5 %, роздрібна торгівля — 12,0 %, публічна адміністрація — 9,7 %.